# Daiting
Daiting è un comune tedesco di 809 abitanti, situato nel land della Baviera, fa parte del circondario del Danubio-Ries.
.